# Nelson Onana
Nelson Onana, né le 1er mars 2000 à Stockholm en Suède, est un joueur international de hockey sur gazon belge qui joue au poste d'attaquant au Royal Léopold Club.

## Biographie
Nelson est né le 1er mars 2000 à Stockholm en Suède. Il a la double nationalité à savoir belge par sa maman et camerounaise par son papa. En Suède, il a joué au floorball jusqu'au moment où il retourne en Belgique avec sa famille habiter à Nivelles pour commencer à jouer au hockey sur gazon.

## Carrière

### En club
Entre 2019 et 2024, Nelson jouait pour le Braxgata HC. Le 13 mai 2024, il est transféré au Royal Léopold Club dont il défendra les couleurs à partir de la saison 2024-2025.

### En équipe nationale
Nelson fait ses débuts le 26 février 2019 contre la Russie en match amical dont la Belgique s'est imposée 3 - 0 à Kontich dans la région d'Anvers.
En 2022, il fait définitivement partie de l'équipe première de la Belgique pour disputer sa première compétition internationale à savoir la Ligue professionnelle 2021-2022 dont il remporte la médaille d'argent.
En 2023, il enchaîne avec une médaille de bronze à la Ligue professionnelle 2022-2023, suivi d'une médaille de bronze à l'Euro 2023 à Mönchengladbach,.
En 2024, il fait partie du noyau de la Belgique pour le tournoi masculin des Jeux olympiques d'été de 2024 organisés à Paris dont la Belgique est éliminée en quarts de finale après sa défaite 3 - 2 contre l'Espagne,.

## Palmarès
- : 2e à la Ligue professionnelle 2021-2022
- : 3e à la Ligue professionnelle 2022-2023
- : 3e à l'Euro 2023.

## Performance en club
| Saison    | Club     | Championnat                 | Position    | Matchs | Buts | Ratio | Belgium League Cup          | EuroHockey            |
| --------- | -------- | --------------------------- | ----------- | ------ | ---- | ----- | --------------------------- | --------------------- |
| 2019-2020 | Braxgata | Audi League                 | pas terminé | 11     | 3    | 0.27  | pas eu lieu                 | pas qualifié          |
| 2020-2021 | Braxgata | ION Hockey League           | 10e/14      | 23     | 8    | 0.35  | pas eu lieu                 | pas qualifié          |
| 2021-2022 | Braxgata | ION Hockey League           | 4e/12       | 25     | 7    | 0.28  | pas eu lieu                 | pas qualifié          |
| 2022-2023 | Braxgata | ION Hockey League           | 8e/12       | 22     | 4    | 0.18  | pas eu lieu                 | pas qualifié          |
| 2023-2024 | Braxgata | ION Hockey League           | 5e/12       | 22     | 5    | 0.23  | pas eu lieu                 | pas qualifié          |
| 2024-2025 | Léopold  | Carlsberg 0.0 Hockey League | 2e/12       | 31     | 8    | 0.26  | Huitième de finale          | 7e                    |
| 2025-2026 | Léopold  | Carlsberg 0.0 Hockey League | 6e/12       | 0      | 0    | 0     | Phase de Groupe             | 1er tour préliminaire |
| TOTAL     | TOTAL    | TOTAL                       | Meilleur=2e | 134    | 35   | 0.26  | Meilleur=Huitième de finale | Meulleur=7e           |

## Performance en équipe nationale
| Compétition                             | Place | Matchs | Buts | Ratio |
| --------------------------------------- | ----- | ------ | ---- | ----- |
| Match amicaux                           |       | 2      | 0    | 0     |
| FIH Pro League 2021-2022                | 2e/9  | 3      | 2    | 0.67  |
| FIH Pro League 2022-2023                | 3e/9  | 10     | 2    | 0.2   |
| Euro 2023                               | 3e/8  | 5      | 3    | 0.6   |
| Tournoi de qualification olympique 2024 | 1re/8 | 5      | 3    | 0.6   |
| FIH Pro League 2023-2024                | 5e/9  | 10     | 2    | 0.2   |
| Jeux Olympiques 2024                    | 5e/12 | 6      | 0    | 0     |
| FIH Pro League 2024-2025                | 2e/9  | 10     | 1    | 0.1   |
| Euro 2025                               | 5e/8  | 5      | 3    | 0.6   |
| TOTAL                                   | TOTAL | 56     | 16   | 0.29  |

## Liste des buts en équipe nationale
| Nbr | Lieu            | Date            | Adversaire     | Résultat | Résultat finale | Compétition                             |
| --- | --------------- | --------------- | -------------- | -------- | --------------- | --------------------------------------- |
| 1   | Anvers          | 21 mai 2022     | Espagne        | 2-0      | 5-1             | FIH Pro League 2021-2022                |
| 2   | Anvers          | 8 juin 2022     | Afrique du Sud | 1-1      | 4-2             | FIH Pro League 2021-2022                |
| 3   | Londres         | 26 mai 2023     | Inde           | 2-1      | 2-1             | FIH Pro League 2022-2023                |
| 4   | Anvers          | 17 juin 2023    | Australie      | 1-0      | 5-4             | FIH Pro League 2022-2023                |
| 5   | Mönchengladbach | 21 août 2023    | Espagne        | 5-1      | 5-1             | Euro 2023                               |
| 6   | Mönchengladbach | 23 août 2023    | Autriche       | 3-0      | 3-1             | Euro 2023                               |
| 7   | Mönchengladbach | 27 août 2023    | Allemagne      | 0-1      | 0-2             | Euro 2023                               |
| 8   | Valence         | 14 janvier 2024 | Japon          | 3-0      | 7-0             | Tournoi de qualification olympique 2024 |
| 9   | Valence         | 17 janvier 2024 | Ukraine        | 12-0     | 12-0            | Tournoi de qualification olympique 2024 |
| 10  | Valence         | 21 janvier 2024 | Espagne        | 2-3      | 2-3             | Tournoi de qualification olympique 2024 |
| 11  | Anvers          | 29 mai 2024     | Australie      | 4-1      | 5-1             | FIH Pro League 2023-2024                |
| 12  | Amsterdam       | 30 juin 2024    | Pays-Bas       | 3-5      | 3-5             | FIH Pro League 2023-2024                |
| 13  | Anvers          | 17 juin 2025    | Espagne        | 1-0      | 1-2             | FIH Pro League 2024-2025                |
| 14  | Mönchengladbach | 10 août 2025    | Pays-Bas       | 1-1      | 2-4             | Euro 2025                               |
| 15  | Mönchengladbach | 16 août 2025    | Pologne        | 5-0      | 7-1             | Euro 2025                               |
| 16  | Mönchengladbach | 16 août 2025    | Pologne        | 6-1      | 7-1             | Euro 2025                               |